# Kelmentsi
Kelmentsi (en ukrainien : Кельменці ; en russe : Кельменцы ; en roumain : Chelmenăuţi) est une commune urbaine du raïon du Dniestr, de l'oblast de Tchernivtsi, en Ukraine. Sa population s'élevait à 7 111 habitants en 2021.

## Géographie
Kelmentsi est située à 5 km de la frontière moldave avec sa Larga comme poste frontière, à 31 km au sud-est de Kamianets-Podilskyï, à 69 km au nord-est de Tchernivtsi et à 347 km au sud-ouest de Kiev.

## Histoire
Dans les sources écrites le nom de la localité est mentionné en 1559 pour la première fois. Kelmentsi fait partie de la principauté de Moldavie de 1359 à 1812 lorsqu'elle devient russe. En 1892, le chemin de fer atteint la localité. Au début du XIXe siècle, Kelmentsi devient le centre du volost de Khotin. En 1960, elle accède au statut de commune urbaine.

## Population
Recensements (*) ou estimations de la population :
| 1959* | 1970* | 1979* | 1989* |
| ----- | ----- | ----- | ----- |
| 5 050 | 5 863 | 6 903 | 8 217 |

| 2001* | 2012  | 2013  | 2014  |
| ----- | ----- | ----- | ----- |
| 8 120 | 7 515 | 7 457 | 7 413 |

| 2019  | 2021  | - | - |
| ----- | ----- | - | - |
| 7 211 | 7 111 | - | - |